# Apéricube
 (mai 2023).

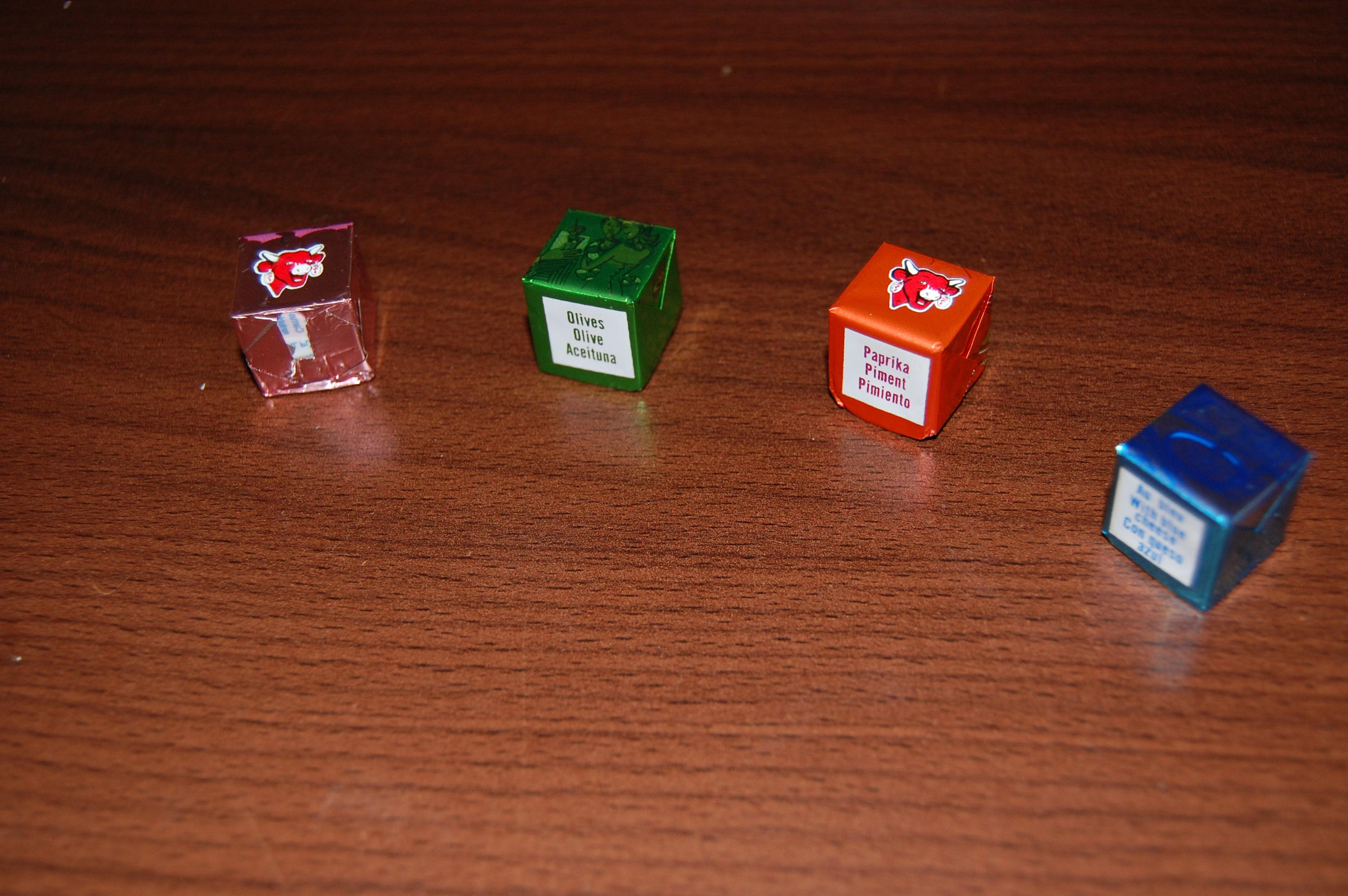
4 apéricubes, de gauche à droite : jambon, olive, paprika, bleu.

Apéricube est une marque commerciale française d'une série de fromages industriels appartenant au groupe Bel. De forme cubique, ils sont à pâte fondue, principalement destinés, comme leur nom l'indique, pour une consommation à l'apéritif.

## Histoire
La création des premiers petits cubes de fromage fondu nature emballés chacun dans de l’aluminium remonte à 1960. Ils s'appellent alors « la Vache qui rit Apéritif Cocktail ». Leur dénomination change une première fois en 1971 (« Apérit-cube »), puis une seconde fois en 1976 pour leur nom actuel : « Apéricubes ».
Depuis 1994, l'intérieur de l'emballage individuel de chaque fromage propose des questions du jeu Trivial Pursuit.
Dans d'autres pays et notamment au Japon, ils sont connus sous le nom de « Belcube » (en référence au nom du groupe).

## Composition
Cette préparation incorpore du beurre, du lait en poudre et différentes sortes de fromages : cheddar, gouda, edam, emmental et comté, sans leur croûte. Tous ces ingrédients sont par la suite aromatisés puis fondus. Le mélange obtenu est, après cette étape, emballé en portions individuelles de 1 cm3.